# 청도소방서
청도소방서(淸道消防署, Cheongdo Fire Station)은 경상북도 청도군을 관할하는 경상북도 소방본부 산하의 소방서이다.
소방서장은 소방정으로 보한다.

## 조직
| - 소방행정과 - 소방행정팀 - 예산장비팀 | - 예방안전과 - 예방홍보팀 - 시설지도팀 | - 대응구조구급과 - 대응총괄팀 - 구조구급팀 - 대응1·2·3팀 |

## 관할센터 및 관할구역
청도소방서는 3개의 119안전센터와 1개의 구조구급센터를 산하에 두고 있다.
| 명칭                       | 사진 | 주소                 | 관할구역                       | 지역대              |
| -------------------------- | ---- | -------------------- | ------------------------------ | ------------------- |
| 청도119안전센터            |      | 청도읍 중앙로 192-34 | 청도읍, 화양읍                 |                     |
| 금천119안전센터            |      | 금천면 청려로 4363   | 금천면, 운문면, 매전면         | 운문119지역대(폐쇄) |
| 풍각119안전센터            |      | 풍각면 송서로 64     | 각남면, 각북면, 풍각면, 이서면 | 이서119지역대(폐쇄) |
| 청도소방서 119구조구급센터 |      | 청도읍 중앙로 192-34 | 경상북도 청도군 일원           |                     |

## 같이 보기
- 대한민국 소방청
- 대한민국의 소방
- 소방관 계급